# Buick GL8
Le Buick GL8 (chinois : 别克GL8 ; pinyin : Biékè GL8) est un grand monospace produit par le constructeur automobile américain Buick depuis 1999. Il est fabriqué en Chine par la coentreprise sino-américaine SAIC-GM et est réservé au marché local.
Il est actuellement vendu sous la forme de trois modèles différents, lancés depuis respectivement 2010, 2017 et 2022. C'est le modèle Buick le plus populaire en Chine, où il s'est écoulé à plus de 1,7 million d'exemplaires depuis son lancement, faisant de lui le monospace le plus vendu dans le pays.

## Première génération (1999-2016)
Le Buick GL8 est une automobile conçue par le constructeur américain Buick basée sur les monospaces du groupe General Motors tels que Pontiac Trans Sport, Opel/Vauxhall Sintra (dans sa version courte) et vendue en Chine. Lancée en 1999, elle connaît un restylage en 2007. Elle a 7 places et un réservoir de 95 litres. Elle prendra le nom de GL8 First Land quand la seconde génération arrivera en 2010.

Cette version chinoise a été exportée aux Philippines de 2001 à 2006 sous le nom de Chevrolet Venture (qui ne doit pas être confondu avec le Chevrolet Venture fabriqué aux États-Unis).

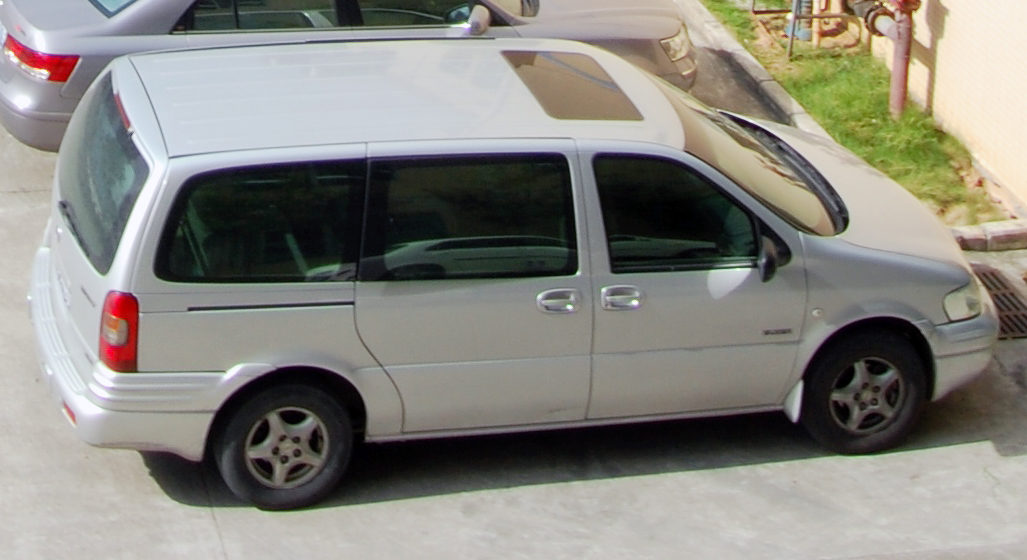
Buick GL8 I phase 1
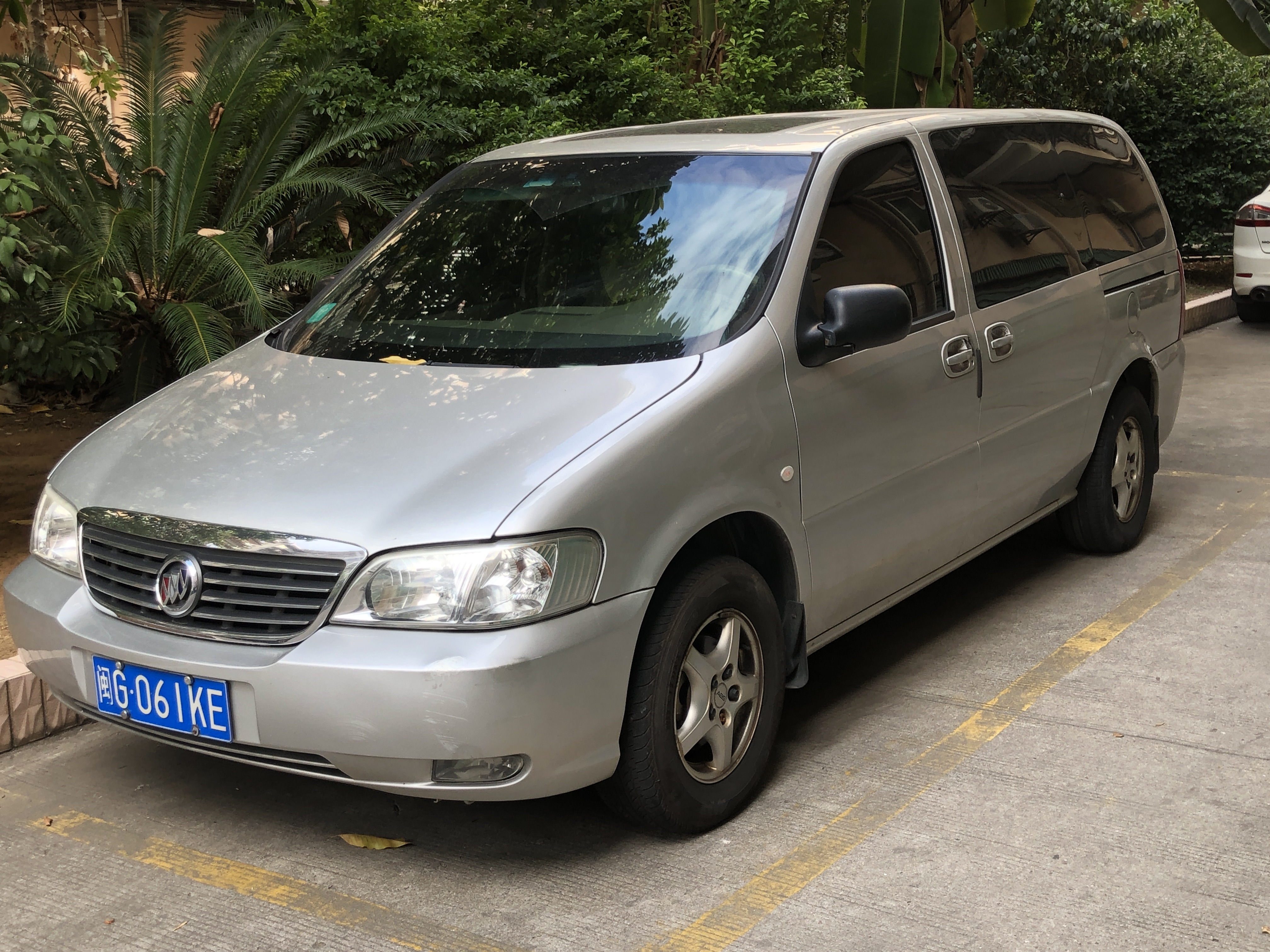
Buick GL8 I phase 2
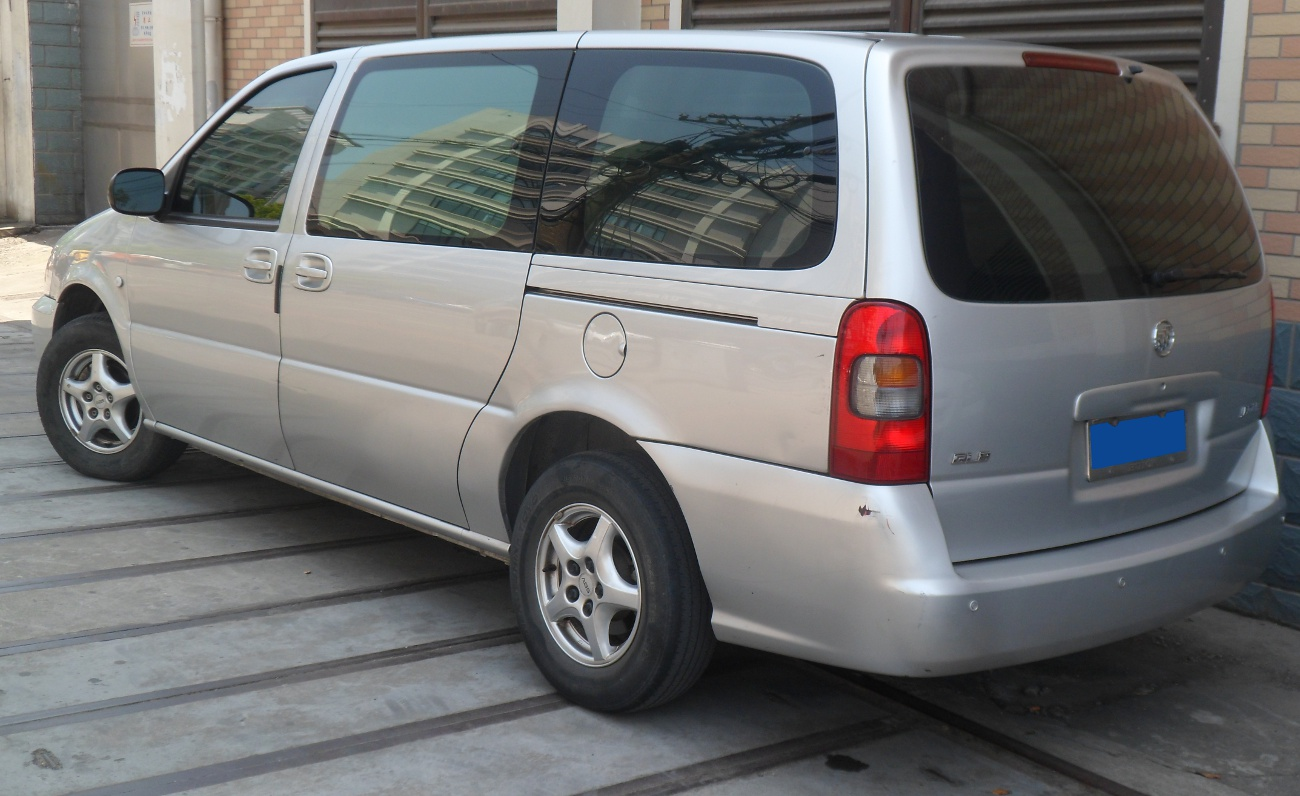
Buick GL8 I phase 2
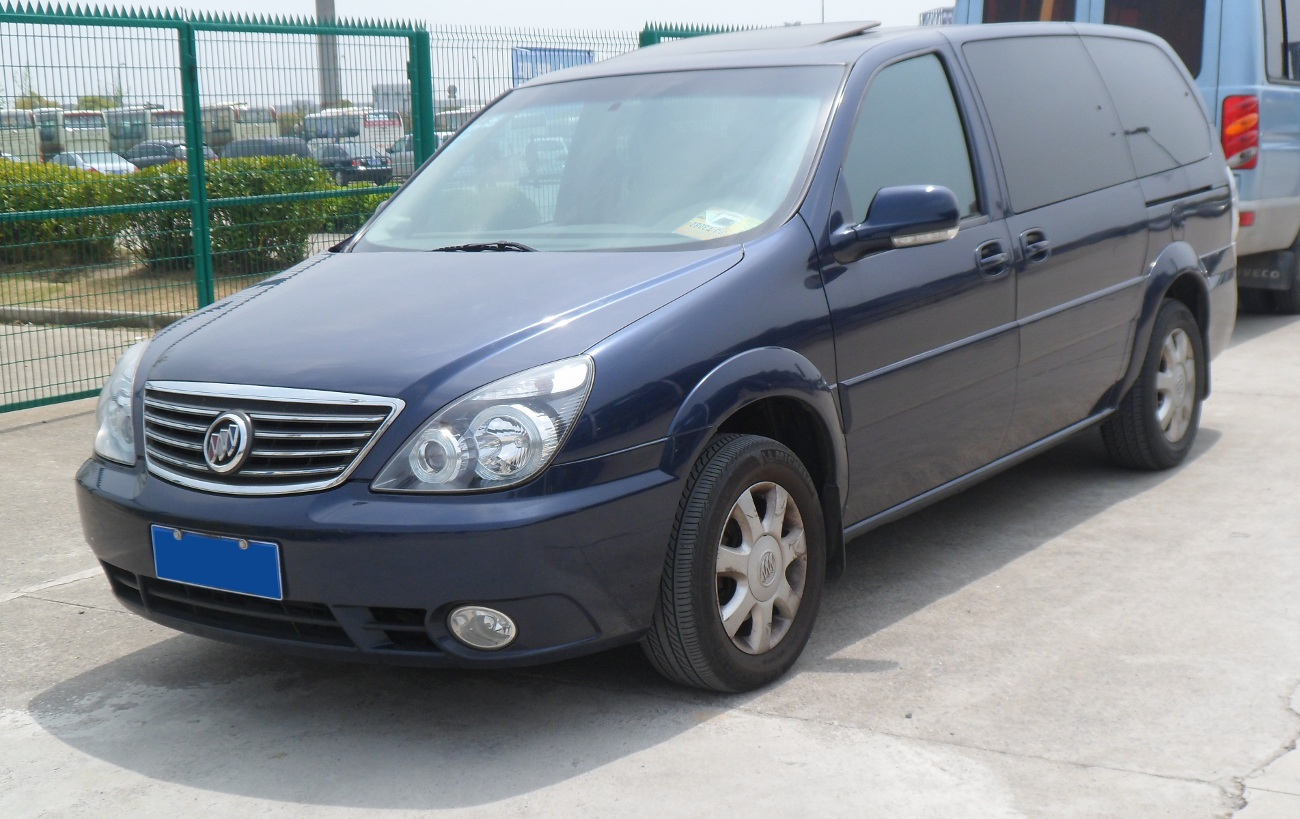
Buick GL8 I phase 3
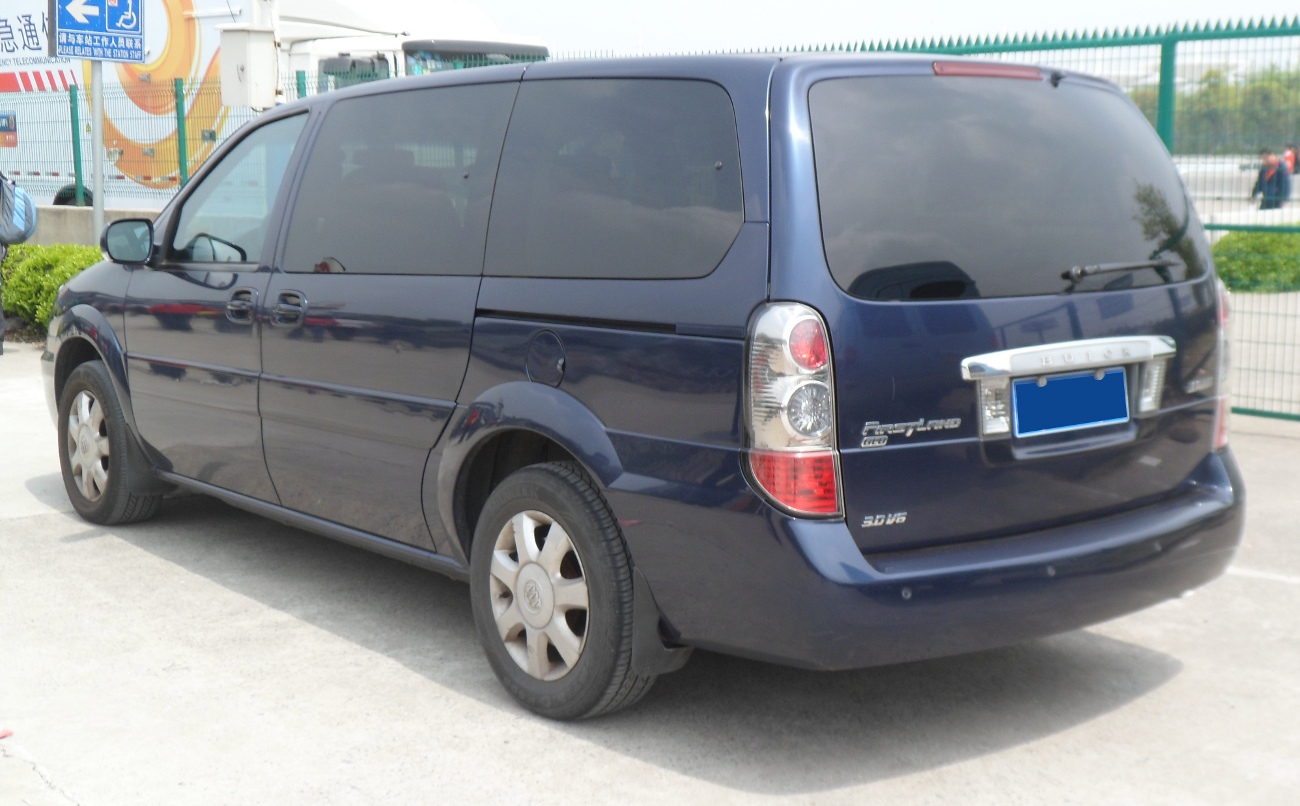
Buick GL8 I phase 3
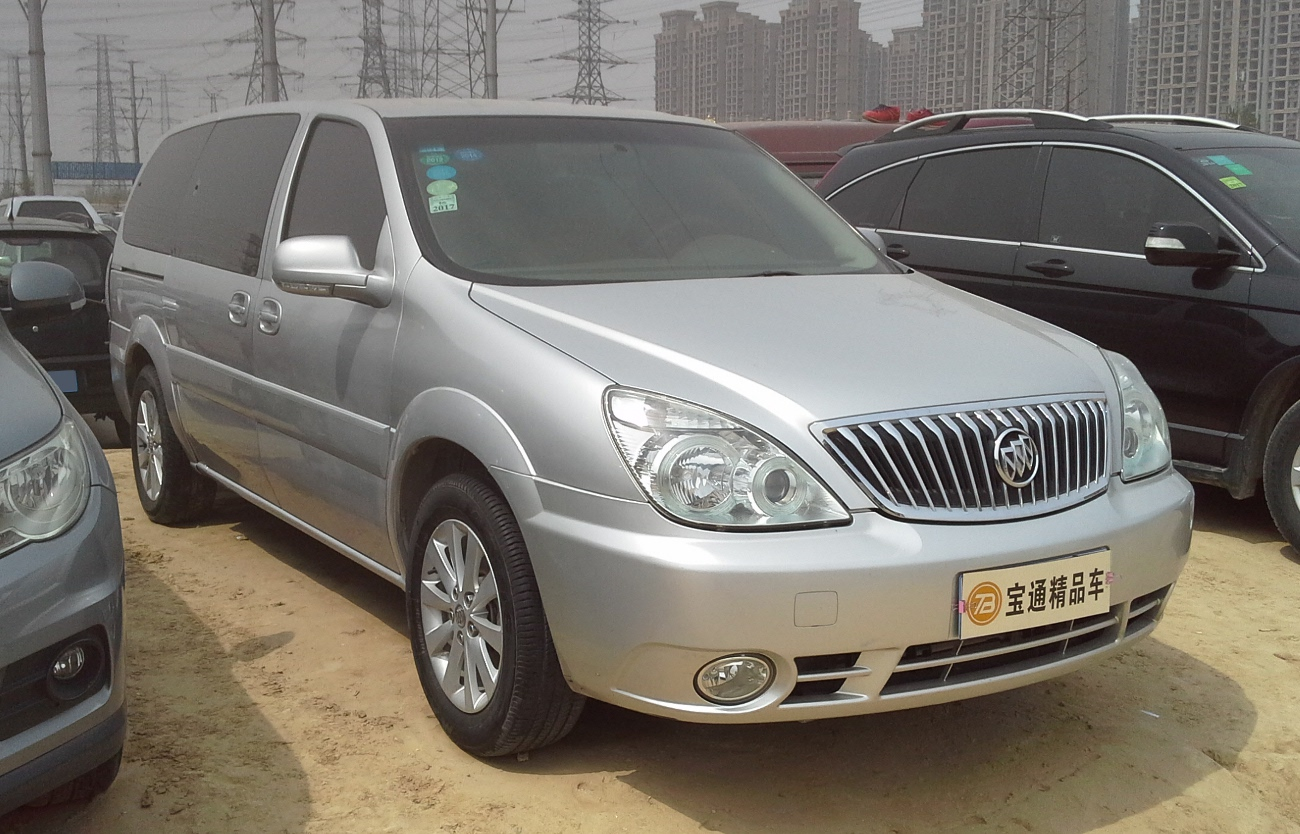
Buick GL8 I phase 4
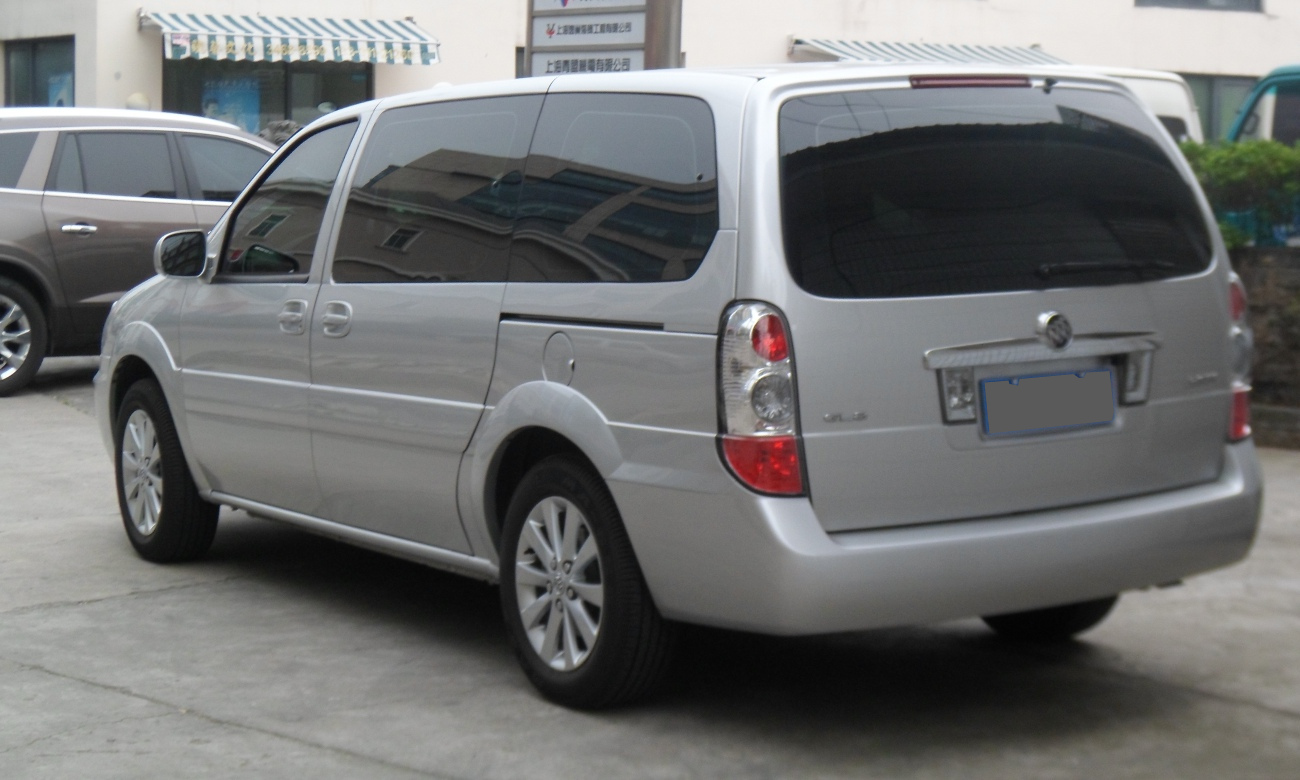
Buick GL8 I phase 4

## Deuxième génération (2010-2016/2017- )
Le GL8 de deuxième génération est annoncée par le show car Buick Business concept, présentée au Salon de l'automobile de Shanghai 2009.
Il en conçu en interne par Shanghai GM, et n'est pas un rebadgeage de modèles General Motors vendus ailleurs dans le monde contrairement à la première génération.

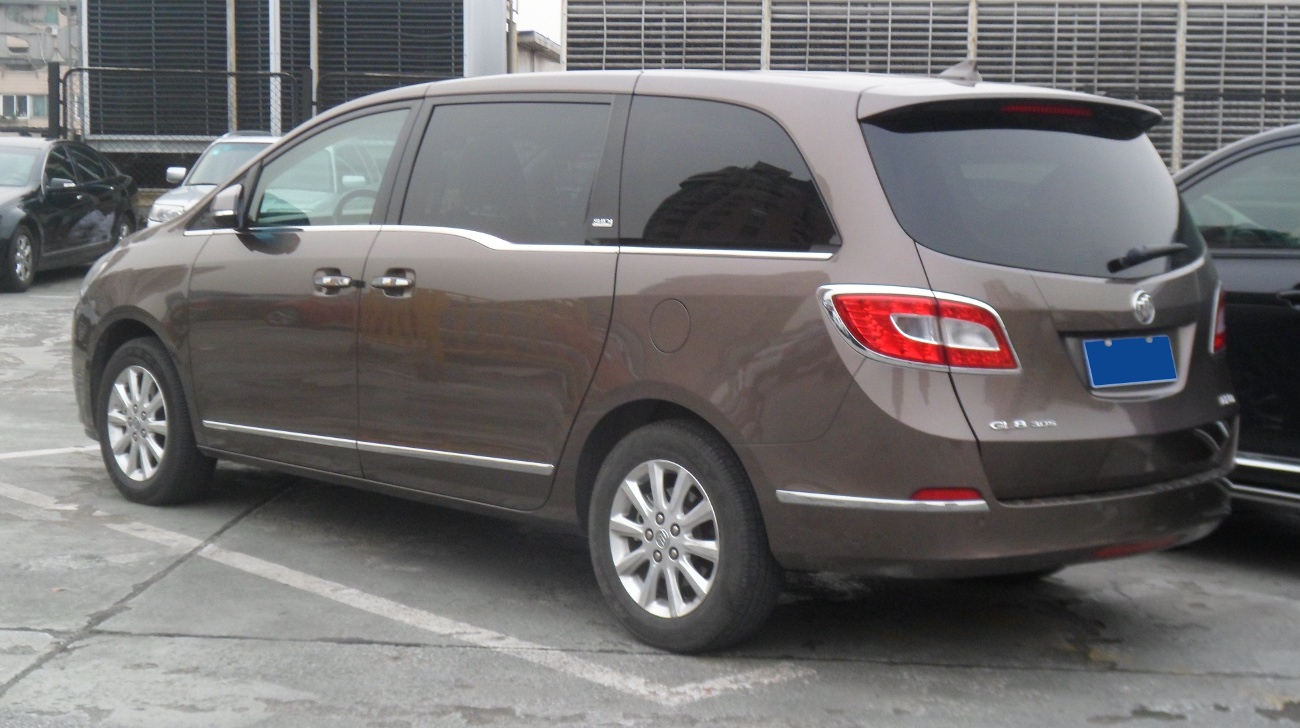
Buick GL8 II phase 1
Buick GL8 II phase 2
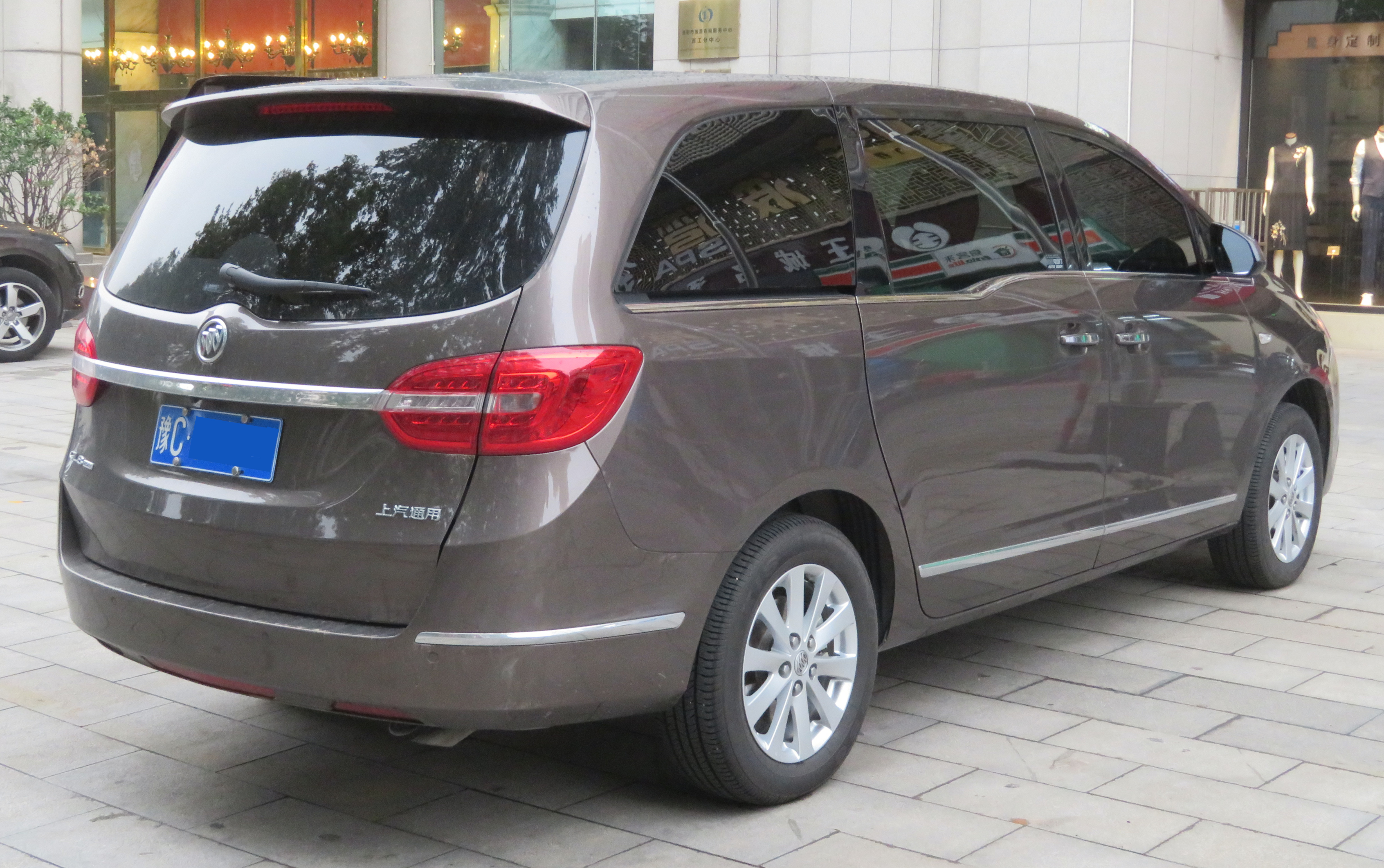
Buick GL8 II phase 2
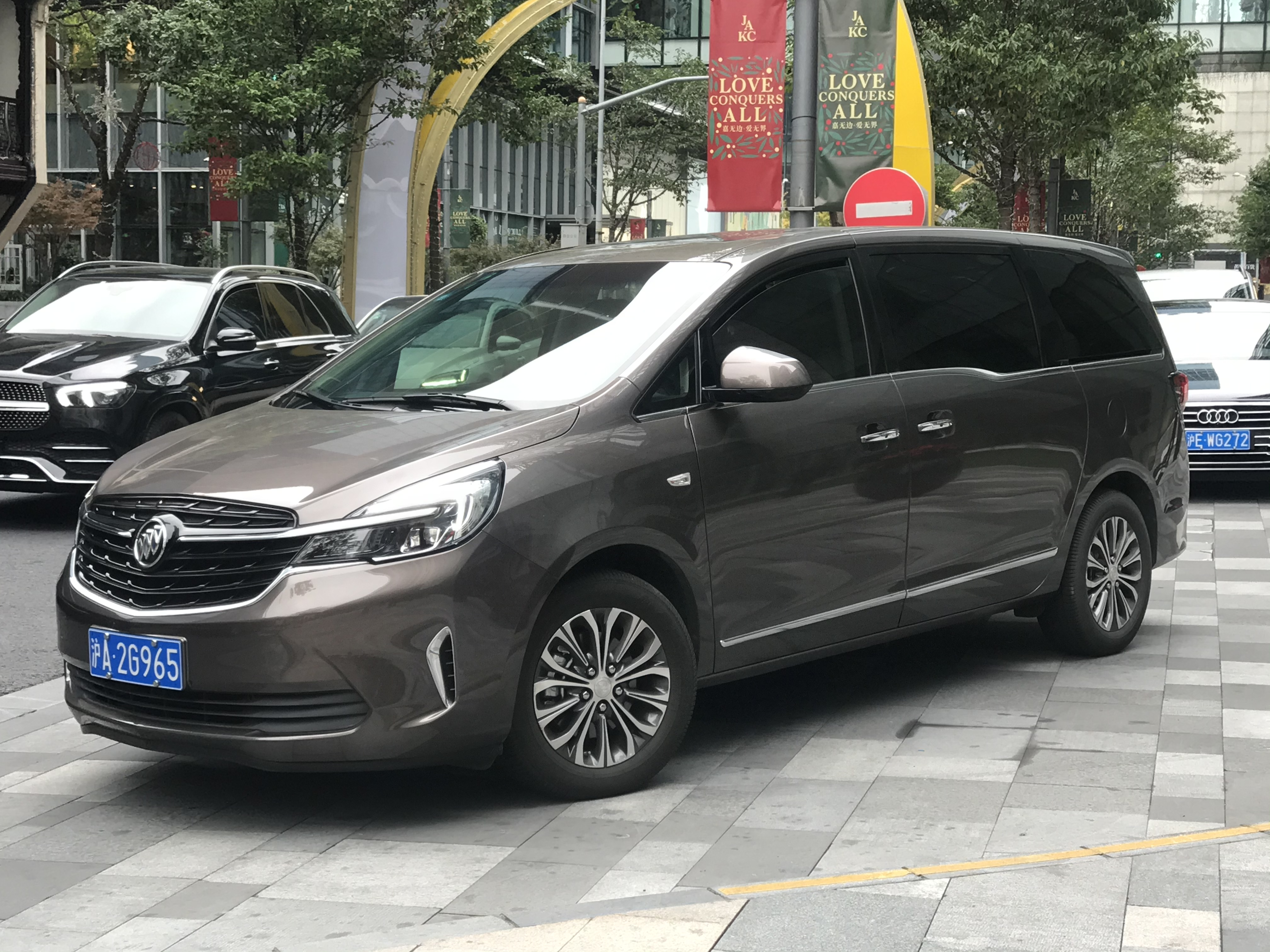
Buick GL8 II phase 3
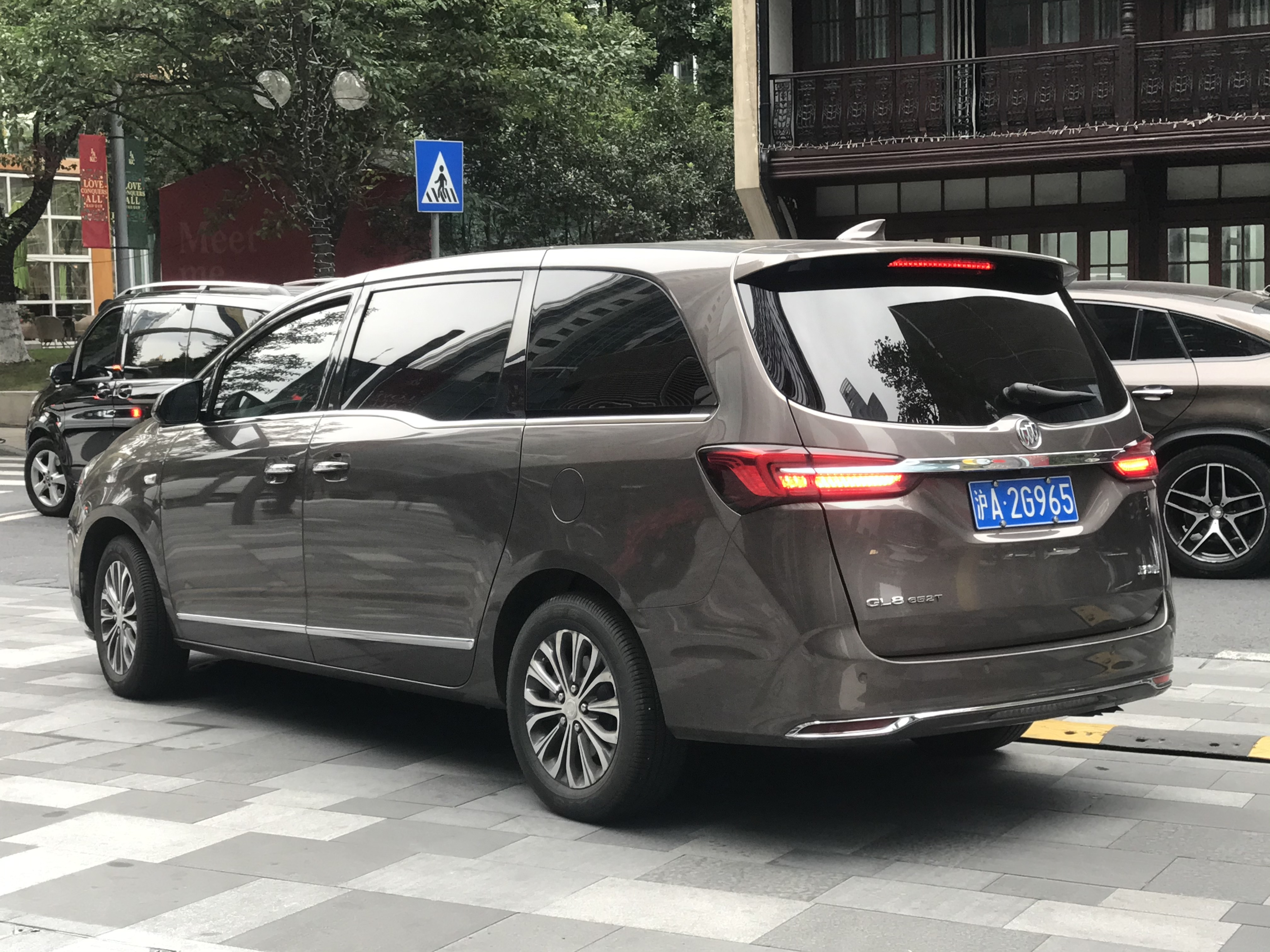
Buick GL8 II phase 3
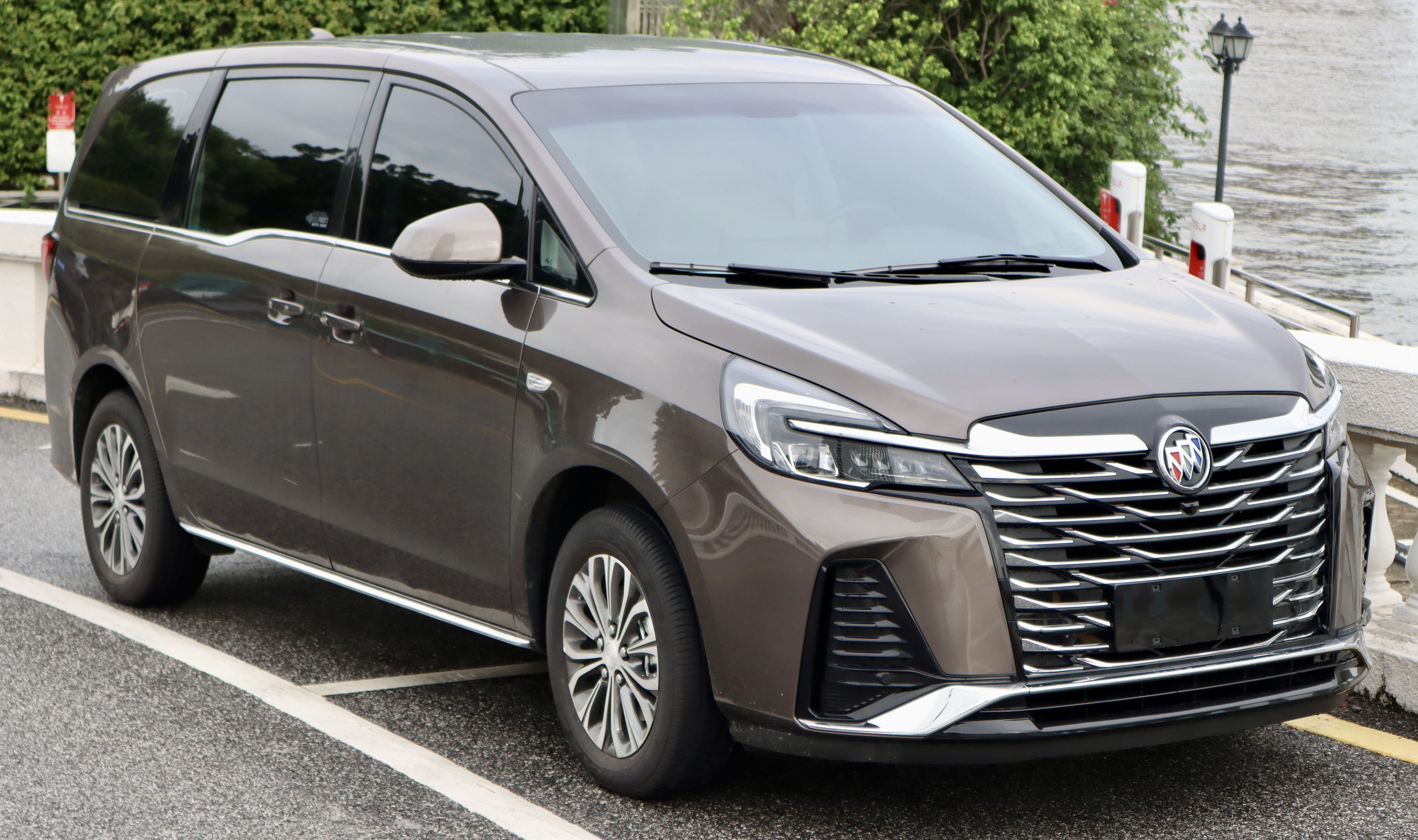
Buick GL8 II phase 4
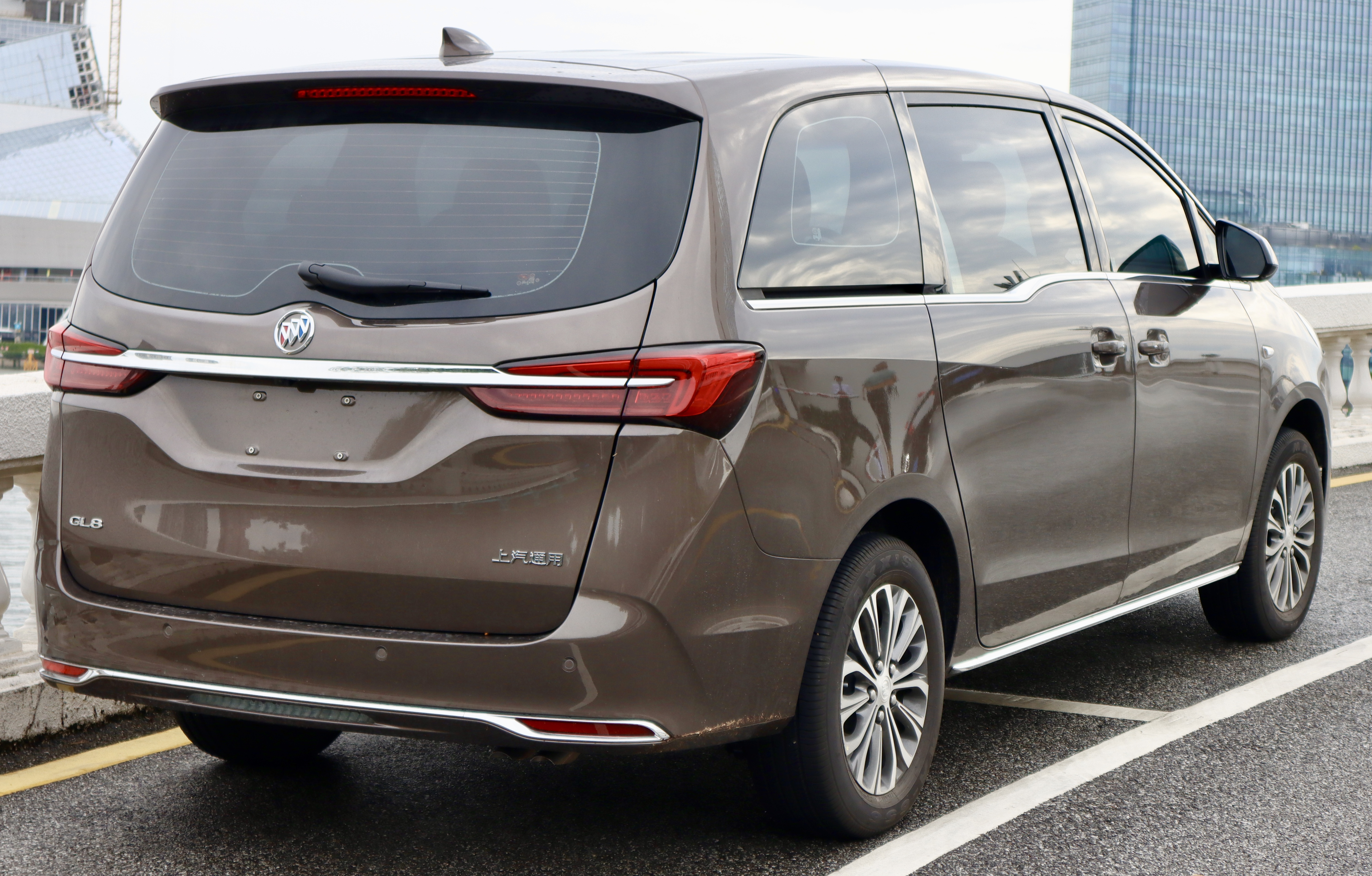
Buick GL8 II phase 4

## Troisième génération (2016-)

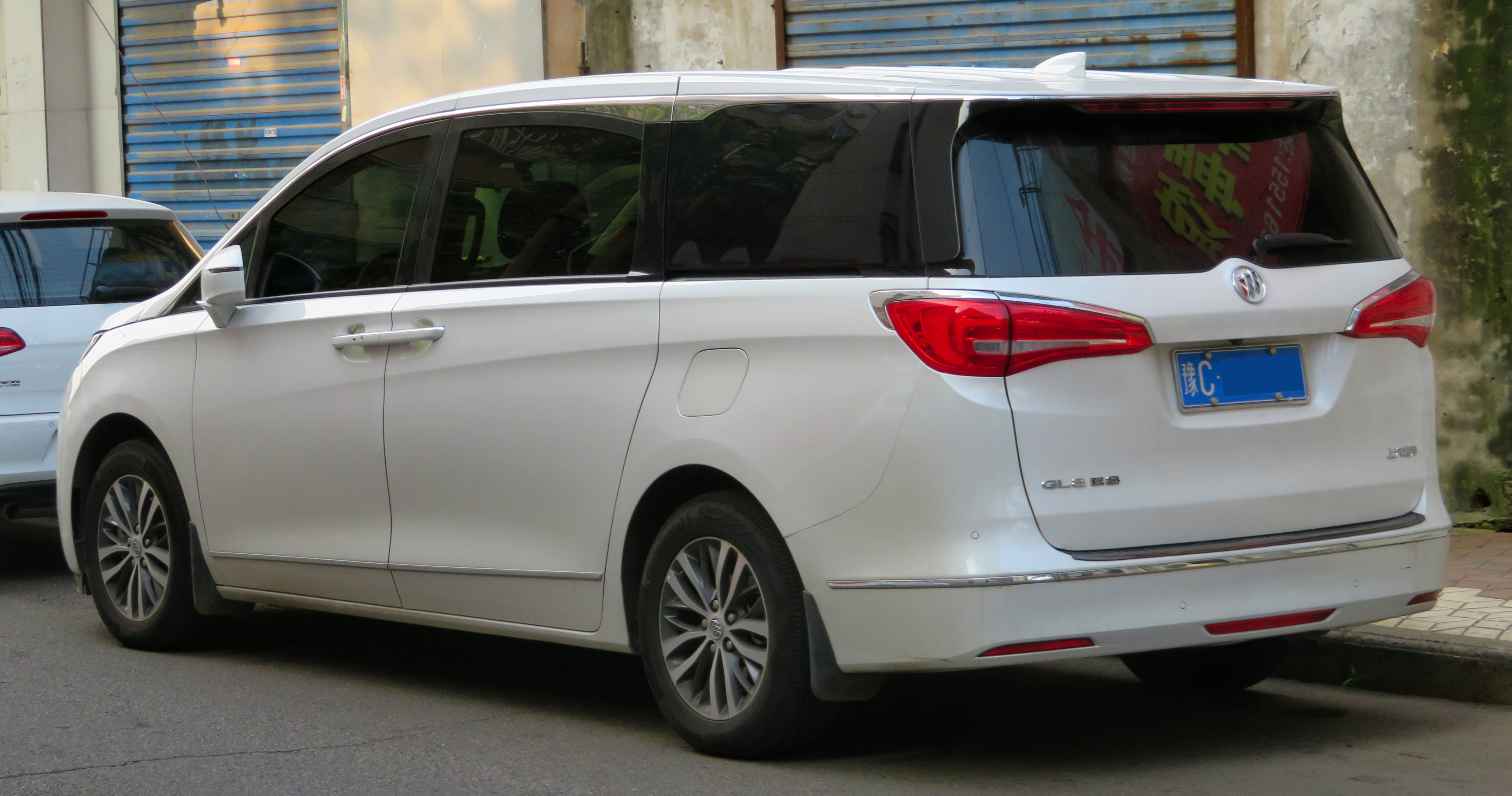
Buick GL8 III phase 1
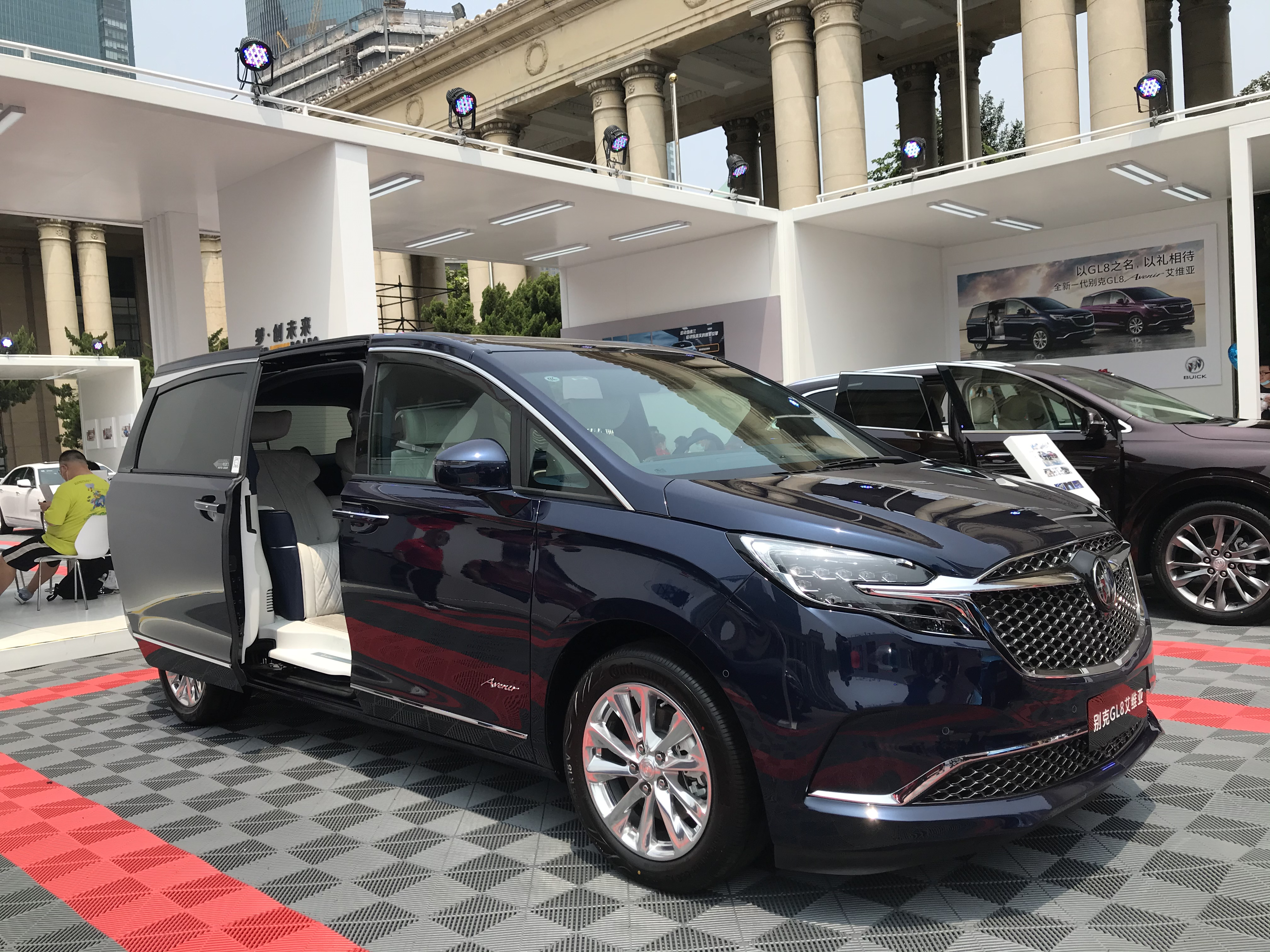
Buick GL8 III phase 2
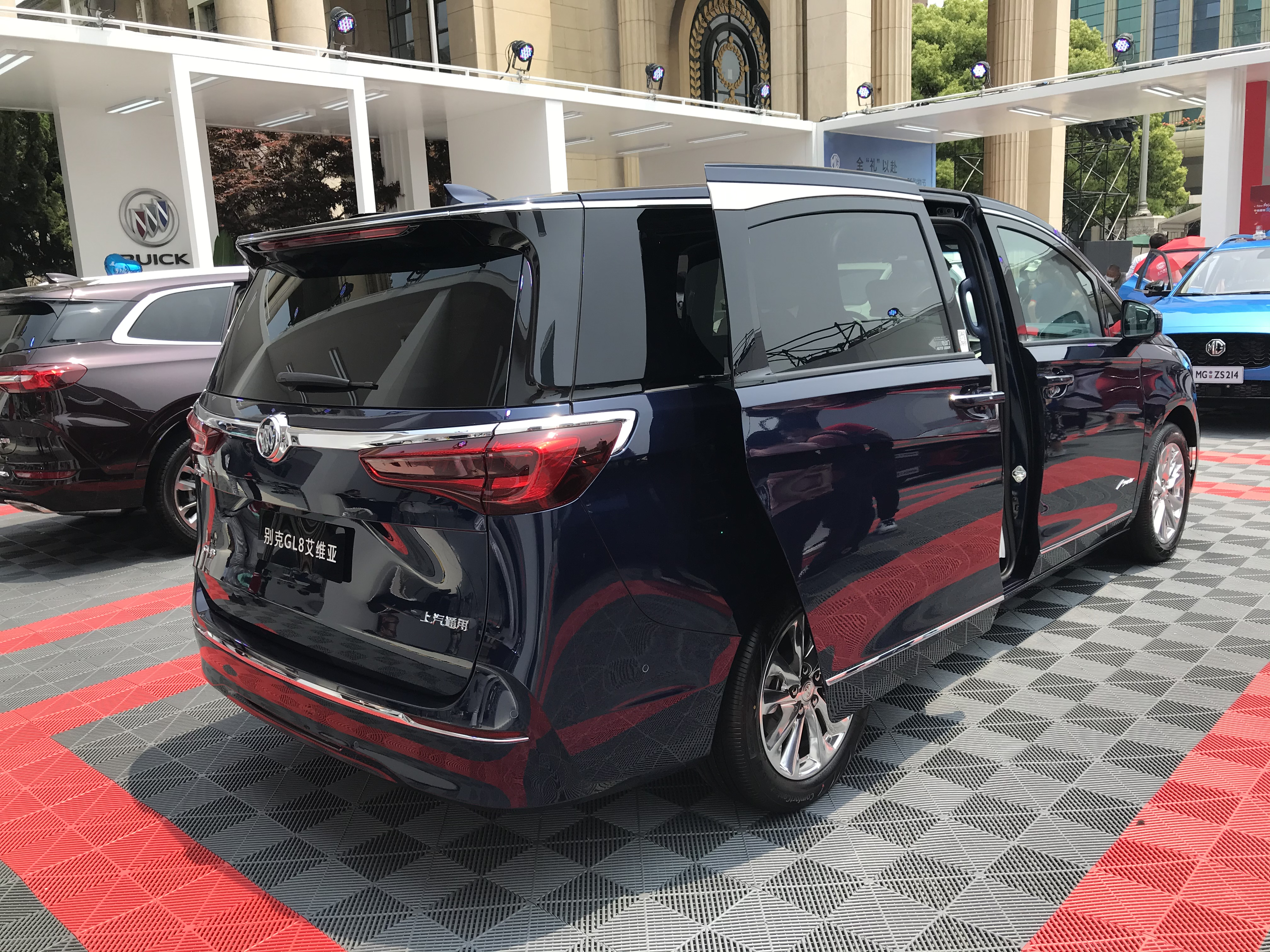
Buick GL8 III phase 2
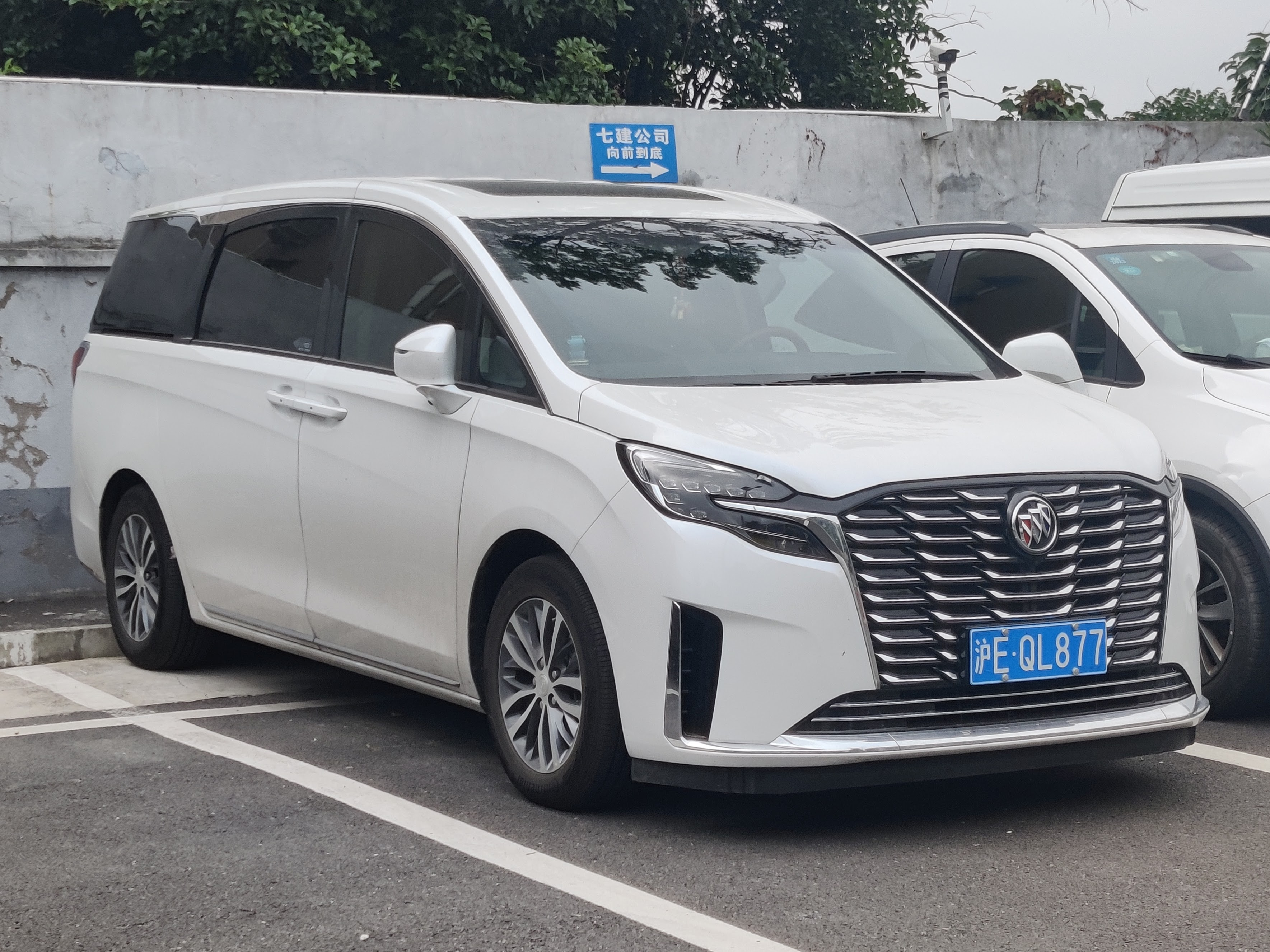
Buick GL8 III phase 3
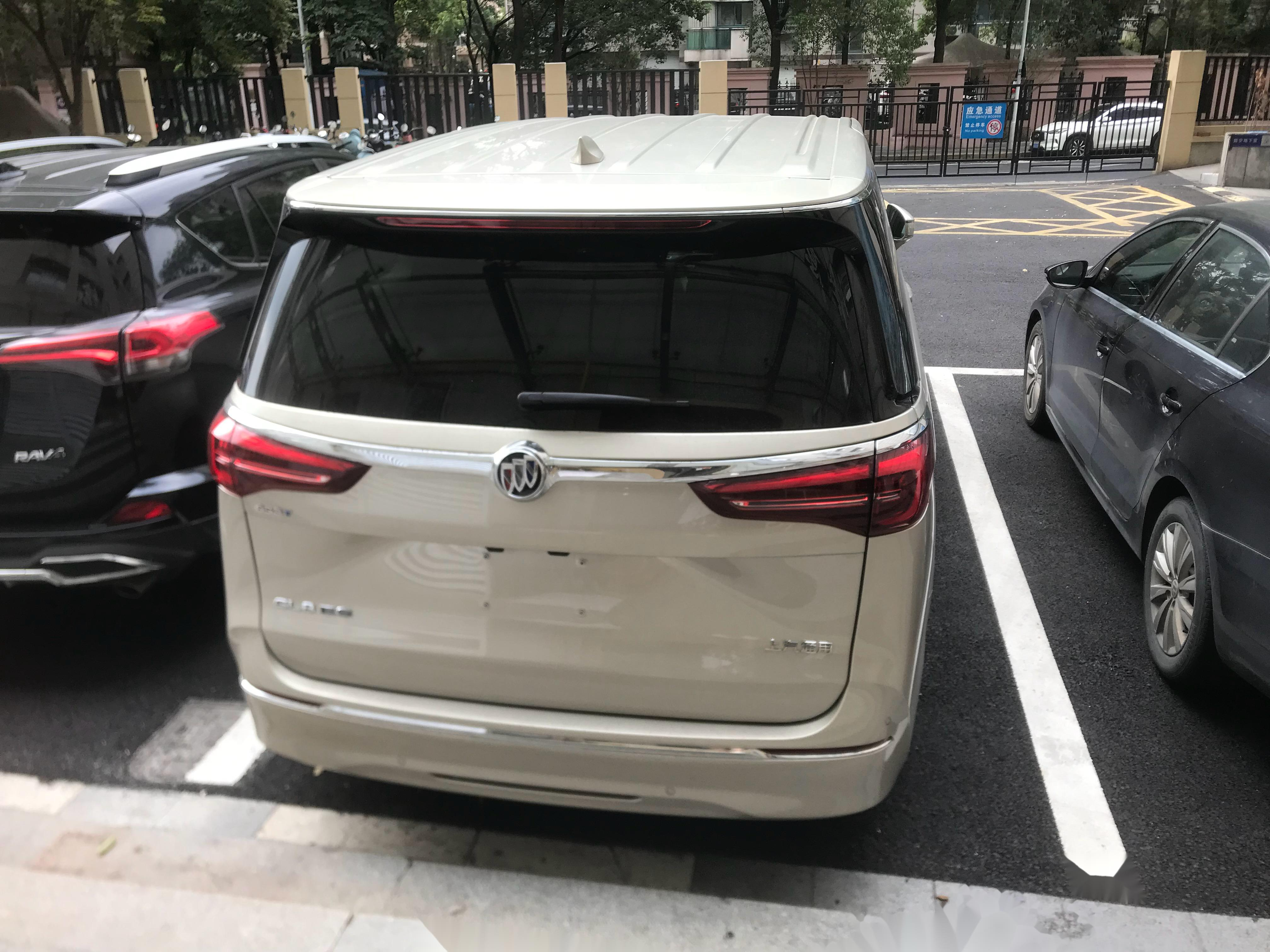
Buick GL8 III phase 3